# عشار (دهستان)
 عشار  (در عربی:  عُشَار )
دهستانی است در ناحیهٔ (قریة عامرة) ، (أعشار) نیز نامیده شده‌است، در جنوب شرقی صنعاء واقع شده‌است. و از توابع استان صَنعاء، در کشور یمن در شبه جزیره عربستان.

## جمعیت
جمعیت این دهستان در حدود ( ۹۷۶۵ ) نفر و (۱۸ خانوار ) می‌باشد. 

## روستاها
روستاهای توابع این دهستان عبارتند از:
- روستاها: العَتَاش
- روستاها: عَسَم
- روستاها: العِسلم
- روستاها: أبُوعَشّال
- روستاها: عَشَب